# Penicillium pinophilum
Penicillium pinophilum là một loài nấm thuộc chi Penicillium được phân lập lần đầu tiên tại Papua New Guinea. Penicillium pinophilum sản xuất ra 3-O-methylfunicone và mycophenolic acid